# Лагоново
Лагоново (рос. Лагоново) — присілок у Волосовському районі Ленінградської області Російської Федерації.
Населення становить 69 осіб. Належить до муніципального утворення Волосовское городское поселение.

## Історія
Від 1 серпня 1927 року належить до Ленінградської області.

## Населення
| 1838 | 1862 | 1965 | 1997 | 2007 | 2010 | 2014 |
| ---- | ---- | ---- | ---- | ---- | ---- | ---- |
| 65   | ↘64  | ↗172 | ↘116 | ↘100 | ↗103 | ↘89  |
| 2015 | 2016 | 2017 | 2018 | 2019 | 2020 |      |
| ↗94  | ↗95  | ↗102 | ↘84  | ↘76  | ↘69  |      |